# 26793 Bolshoi
26793 Bolshoi este un asteroid din centura principală de asteroizi.

## Descriere
26793 Bolshoi este un asteroid din centura principală de asteroizi. A fost descoperit pe 13 ianuarie 1977 la Observatorul de Astrofizică din Crimeea de Nikolai Cernîh. Asteroidul prezintă o orbită caracterizată de o semiaxă mare de 2,66 ua, o excentricitate de 0,17 și o înclinație de 11,9° în raport cu ecliptica.